# Fredrik Olausson
Karl-Gustav Fredrik Olausson (* 5. Oktober 1966 in Dädesjö) ist ein ehemaliger schwedischer Eishockeyspieler und derzeitiger -trainer, der im Verlauf seiner aktiven Karriere zwischen 1982 und 2007 unter anderem 1093 Spiele für die Winnipeg Jets, Edmonton Oilers, Mighty Ducks of Anaheim, Pittsburgh Penguins und Detroit Red Wings in der National Hockey League auf der Position des Verteidigers bestritten hat. Seinen größten Karriereerfolg feierte Olausson in Diensten der Detroit Red Wings mit dem Gewinn des Stanley Cups im Jahr 2002.

## Karriere

### Spieler
Fredrik Olausson wurde während des NHL Entry Draft 1985 als insgesamt 81. Spieler von den Winnipeg Jets ausgewählt. Seine Karriere begann der Verteidiger in seiner schwedischen Heimat bei Färjestad BK, mit denen er 1986 erstmals den schwedischen Meistertitel erreichte. Von 1986 bis 1993 spielte Olausson insgesamt sieben Jahre lang für die Jets in der National Hockey League, ehe er am 6. Dezember 1993 zusammen mit Winnipegs Siebtrunden-Wahlrecht im NHL Entry Draft 1994 im Tausch für ein Drittrunden-Wahlrecht im gleichen Jahr an die Edmonton Oilers abgegeben wurde. Anschließend stand der Schwede für ein Jahr bei den Mighty Ducks of Anaheim, zwei Jahre bei den Pittsburgh Penguins und wiederum zwei Spielzeiten in Anaheim unter Vertrag.
Während der Saison 2000/01 spielte Olausson für den Schweizer Erstligisten SC Bern in der Nationalliga A. Am 24. Mai 2001 kehrte der Verteidiger als Free Agent in die NHL zurück und unterschrieb bei den Detroit Red Wings, mit denen er 2002 den Stanley Cup gewann. Nach dem größten Erfolg seiner Karriere unterschrieb Olausson zum dritten Mal bei den Mighty Ducks, für die er ein weiteres Jahr in Nordamerika spielte. Im Sommer 2003 zog es Olausson wieder in die schwedische Elitserien zu HV71, mit dem er 2004 zum zweiten Mal schwedischer Meister wurde. In der Saison 2006/07 beendete Olausson bei seinem ersten Profiverein, Färjestad BK, seine Karriere als aktiver Eishockeyspieler. 

### Trainer
Zur Saison 2009/10 wurde Olausson von HV71 als Assistenztrainer verpflichtet, bei denen er in der Folgezeit gemeinsam mit Thomas Ljungbergh unter anderem Janne Karlsson unterstützte. Bis zum Ende der Saison 2012/13 war er Assistenztrainer beim HV71, ehe er in gleicher Funktion für die Spielzeit 2014/15 zurückkehrte. Von November 2015 bis zum Ende der Saison 2016/17 war der Schwede als Co-Trainer bei MODO Hockey aktiv.  

## Erfolge und Auszeichnungen
| - 1986 Schwedischer Meister mit Färjestad BK - 1986 Schwedisches Welt-All-Star Team - 1986 Årets nykomling | - 2002 Stanley-Cup-Gewinn mit Detroit Red Wings - 2004 Schwedischer Meister mit HV71 |

### International
- 1984 Bronzemedaille bei der Junioren-Europameisterschaft
- 1986 Silbermedaille bei der Weltmeisterschaft
  - Silbermedaille bei der Europameisterschaft
- 1989 Silbermedaille bei der Europameisterschaft

## Karrierestatistik

### International
Vertrat Schweden bei:
| - U18-Junioren-Europameisterschaft 1983 - U18-Junioren-Europameisterschaft 1984 - Junioren-Weltmeisterschaft 1985 - Junioren-Weltmeisterschaft 1986 | - Weltmeisterschaft 1986 - Weltmeisterschaft 1989 - Olympischen Winterspielen 2002 |

(Legende zur Spielerstatistik: Sp oder GP = absolvierte Spiele; T oder G = erzielte Tore; V oder A = erzielte Assists; Pkt oder Pts = erzielte Scorerpunkte; SM oder PIM = erhaltene Strafminuten; +/− = Plus/Minus-Bilanz; PP = erzielte Überzahltore; SH = erzielte Unterzahltore; GW = erzielte Siegtore; 1 Play-downs/Relegation; Kursiv: Statistik nicht vollständig)